# Put Yourself in my Place
Put yourself in my place ("Ponte en mi lugar") es una canción pop–dance compuesta y producida por Jimmy Harry para la cantante australiana Kylie Minogue. Tuvo un éxito moderado en Reino Unido y Australia. 

## Vídeo Musical
El video musical fue un éxito[cita requerida]. Dirigido por Kier McFarlane, muestra a Minogue recreando la secuencia de apertura de Jane Fonda en la película Barbarella.
En 1995, el video ganó el premio al "Mejor Video de Australia" en el Australian ARIA Awards Music. Hay varias ediciones diferentes del video musical, algunas de ellas con diferentes escenas más sexualizadas que otras, con Kylie mostrando más piel. Algunos también disponen de diferentes ediciones de la canción real, por ejemplo, la versión del álbum de radio y la edición.

## Rendimiento
La canción fue un éxito de los veinte primeros, llegando al número once, tanto en Australia y el Reino Unido. Es ampliamente considerado como uno de los mejores momentos Downtempo Minogue, especialmente en los conciertos. En otras partes de Europa , en países como Alemania y Francia. 

## Sencillos
Fue el segundo sencillo del álbum Kylie Minogue
CD1
1. Put Yourself In My Place (Radio Edit Short) – 3:37
2. Put Yourself In My Place (Dan's Quiet Storm Extended Mix) – 5:48
3. Put Yourself In My Place (Dan's Quiet Storm Club Mix) – 7:03
4. Confide In Me (Phillip Damien Mix) - 6:25

CD2
1. Put Yourself In My Place (Radio Edit) – 4:11
2. Put Yourself In My Place (Driza-Bone Mix) – 4:50
3. Put Yourself In My Place (All-Stars Mix) – 4:54
4. Where Is The Feeling? (Morales Mix) – 9:55

Casete
1. Put Yourself In My Place (Radio Edit) – 4:11
2. Put Yourself In My Place (Dan's Quiet Storm Extended Mix) – 5:48

## Remixes Oficiales
1. Put Yourself In My Place (Dan's Old School Mix) – 4:31
2. Put Yourself In My Place (Acoustic Version) – 4:46[1]

## Charts
| Chart (1994) | Máxima posición |
| ------------ | --------------- |
| Alemania     | 87              |
| Australia    | 11              |
| Croacia      | 6               |
| Israel       | 4               |
| Reino Unido  | 11              |